# 胡宗南
胡 宗南（こ そうなん）は中華民国の軍人。国民政府（国民革命軍）に属した。旧名は琴斎。字は寿山。

## 事績

### 国民革命軍のエリート
薬物商人の家庭に生まれる。1912年（民国元年）、湖州呉興中学で学ぶ。卒業後は、教員となった。1924年（民国13年）春、黄埔軍官学校に第1期生として入学する。卒業後は国民革命軍に編入され、東征（陳炯明討伐）や劉震寰・楊希閔討伐に従軍した。
北伐開始後の1926年（民国15年）8月、国民革命軍第2団団長に昇進し、江西省や杭州で孫伝芳率いる直隷派の軍勢を破る軍功をあげている。翌年5月、第1師副師長兼第2団団長に昇進した。さらに北伐で軍功をあげ、同年11月、第1軍第22師師長となる。翌年8月、軍縮に伴い、第1師第2旅旅長に移った。
蔣介石と反蔣介石派との内戦でも胡宗南は蔣配下として勇戦する。中原大戦でも軍功をあげて、1930年（民国19年）11月に第1軍第1師師長に事実上任命された（正式には翌年冬に就任）。その後、長征中の中国共産党（紅軍）討伐のため、胡宗南は陝西省南部でこれを迎撃したが、大損害を被って突破を許してしまう。
1935年（民国24年）11月、中国国民党第5期中央監察委員に選出され、翌年9月には第1軍軍長兼第1師師長に昇格した。日中戦争（抗日戦争）が勃発すると上海に向かい、日本軍迎撃（第二次上海事変）に参加している。その後まもなく第17軍団軍団長に昇進した。

### 西北王からの暗転
その後も1939年（民国28年）に第34集団軍総司令、1942年（民国31年）7月に第8戦区副司令長官兼第34集団軍総司令、1945年（民国34年）7月に第1戦区司令長官と順調に昇進を重ねている。これにより胡宗南は計40万の兵力を擁することとなり、西安を拠点に中国西北部を管轄していたことから「西北王」との異称でも呼ばれるようになった。日中戦争の間には、共産党に対する警戒も怠らず、陝甘寧辺区を厳重に封鎖している。
日中戦争終結後は、蔣介石の命を受けて共産党討伐の計画を立案する。1947年（民国36年）春、胡宗南は陝甘寧辺区に向けて進攻を開始した。しかし中国人民解放軍の邀撃に遭って苦戦し、3月19日に延安を占領したものの、人民解放軍の主力部隊はすでに同地を引き払った後であった。その後も胡は人民解放軍討伐を目論むが、解放軍の主力を捕捉できず、それどころか自軍を分散された挙句に各個撃破されてしまう。翌年春からは人民解放軍が大規模な反転攻勢を開始し、4月22日に延安を奪回されてしまった。
以後、胡宗南は人民解放軍相手に防戦一方に追い込まれてしまう。1949年（民国38年）5月20日、ついに西安からの撤退を余儀なくされた。その後も敗戦を重ねて四川省に逃れ、成都に拠る蔣介石の命により中国西南部の維持に取り組む。しかし12月9日までに、雲南省政府主席の盧漢、四川省の劉文輝らが共産党側へ寝返ったため、蔣は、息子の経国とともに成都から飛行機で台湾へ撤退する。胡も23日にいったん海南島へ逃亡したが、蔣の厳命を受け、西昌で人民解放軍への抵抗を続けた。しかし1950年（民国39年）3月、西昌の失陥が迫ったため、胡は台湾へ最終的に逃走している。

### 晩年
台湾到着後、胡宗南は監察委員の弾劾に遭ってしまうが蔣介石の庇護により難を逃れ、翌1952年夏には浙江省政府主席兼江浙人民反共遊撃隊総指揮に任じられ大陳島に赴いて共産党への抵抗活動を指揮した。1953年（民国42年）に総統府戦略顧問委員会顧問となり、1955年（民国44年）9月、澎湖防守司令長官に任命された。同年12月から国防研究院で訓練を受けている。1959年（民国48年）、総統府戦略顧問に再任された。
1962年（民国51年）2月14日、台北市にて病没。享年67（満65歳）。

### 『マオ』をめぐる騒動
ユン・チアンとジョン・ハリディが執筆した『マオ 誰も知らなかった毛沢東』において、胡宗南は共産党の「スリーパー」（スパイ）であったと論じられている。しかし2006年に同書が台湾で出版されそうになると、胡宗南の子である胡為真（当時、台湾駐シンガポール代表）や旧黄埔軍官学校のＯＢたちが事実無根であると激怒し、出版社に抗議した。また、台湾の歴史研究者からも同書全体に対する疑義・批判が相次いだ。出版社も当該記述に関する確かな根拠・証拠をチアンとハリディに求めたが、納得のいく回答は得られず、このため、ついに出版社は同書の出版を断念している。
なお、胡宗南自身が「スリーパー」であることについては極めて疑わしい一方で、その側近・配下に共産党が派遣した「スリーパー」が複数人存在していたことは事実である（下記関連項目参照）。

## 注
1. ↑  矢吹晋「『マオ―誰も知らなかった毛沢東』続報 - 『マオ』中国語版を葬った台湾の見識に見習うべし -」2006.5.8